# Budapesti tizenkettő
A Budapesti tizenkettő az 1948–1968 közötti évek 12 legjobbnak tartott magyar filmje, melyeket a magyar filmszakma 1968-ban titkos szavazással jelölt ki.

## Budapesti 12
A Filmkritikusok Nemzetközi Szövetsége (FIPRESCI) 1968-ban Budapesten tartotta éves konferenciáját. Ez az év a magyar filmgyártás második államosításának huszadik évfordulója volt. Az évforduló alkalmából a Magyar Filmművészek Szövetségének játékfilm- és filmkritikus-szakosztálya titkos szavazással választott ki 12 filmet, melyeket a pécsi IV. Magyar Játékfilmszemlén vetítettek le az elmúlt húsz év legjobbnak tartott filmjeként. Egy évvel később, 1969-ben a filmeket a Magyar Televízióban is bemutatták.
| #   | Film címe               | Rendező        | Év   |
| --- | ----------------------- | -------------- | ---- |
| 1.  | Talpalatnyi föld        | Bán Frigyes    | 1948 |
| 2.  | Szegénylegények         | Jancsó Miklós  | 1966 |
| 3.  | Körhinta                | Fábri Zoltán   | 1956 |
| 4.  | Hideg napok             | Kovács András  | 1966 |
| 5.  | Budapesti tavasz        | Máriássy Félix | 1955 |
| 6.  | Hannibál tanár úr       | Fábri Zoltán   | 1956 |
| 7.  | Bakaruhában             | Fehér Imre     | 1957 |
| 8.  | Ház a sziklák alatt     | Makk Károly    | 1958 |
| 9.  | Tízezer nap             | Kósa Ferenc    | 1967 |
| 10. | Sodrásban               | Gaál István    | 1963 |
| 11. | A tizedes meg a többiek | Keleti Márton  | 1966 |
| 12. | Apa                     | Szabó István   | 1966 |

## Új Budapesti Tizenkettő
2000-ben a Magyar Film- és Tévéművészek Szövetségének, valamint a Magyar Újságírók Országos Szövetsége Film- és Tévékritikusi Szakosztályának tagjai A Magyar Televízió felkérésére szavaztak arról, hogy mely filmeket tartják a teljes magyar filmtörténet legjobb munkáinak.
Minden idők tizenkét legjobb magyar filmje:
| #   | Film címe          | Rendező         | Év   |
| --- | ------------------ | --------------- | ---- |
| 1.  | Szegénylegények    | Jancsó Miklós   | 1966 |
| 2.  | Szerelem           | Makk Károly     | 1971 |
| 3.  | Szindbád           | Huszárik Zoltán | 1971 |
| 4.  | Emberek a havason  | Szőts István    | 1942 |
| 5.  | Valahol Európában  | Radványi Géza   | 1948 |
| 6.  | Megáll az idő      | Gothár Péter    | 1982 |
| 7.  | Hyppolit, a lakáj  | Székely István  | 1931 |
| 8.  | Körhinta           | Fábri Zoltán    | 1956 |
| 9.  | A kis Valentinó    | Jeles András    | 1979 |
| 10. | Az én XX. századom | Enyedi Ildikó   | 1989 |
| 11. | Apa                | Szabó István    | 1966 |
| 12. | Hannibál tanár úr  | Fábri Zoltán    | 1956 |